# Abrahão de Moraes
Abrahão de Moraes (Itapecerica da Serra, 17 de noviembre de 1917 - São Paulo, 11 de diciembre de 1970) fue un profesor universitario brasileño, ligado al campo de la astronomía.

## Semblanza
Fue director del Instituto Astronómico y Geofísico (actualmente Instituto de Astronomía, Geofísica y Ciencias Atmosféricas de la Universidad de São Paulo), jefe del Departamento de Física y profesor del Instituto de Física, del Instituto de Matemática y Estadística y de la Escuela Politécnica de esa misma universidad.
Así mismo, representó a Brasil en el comité técnico de la Comisión del Espacio Cósmico de la Organización de las Naciones Unidas y presidió el Grupo de Organización de la Comisión Nacional de Actividades Espaciales (hoy Instituto Nacional de Investigaciones Espaciales). Fue miembro titular de la Academia Brasileña de Ciencias. En vida recibió diversos homenajes por su actuación por el desarrollo de la Astronomía y de las Ciencias Espaciales en Brasil: las Palmes Académiques de Francia, el diploma de la Fundación Nacional para la Ciencia de los Estados Unidos y la Orden del Mérito Aeronáutico de Brasil.

## Eponimia
- El Observatorio Abrahão de Moraes (OAM) del Instituto de Astronomía, Geofísica y Ciencias Atmosféricas de la Universidad de São Paulo (IAG-USP), fundado en 1972, lleva este nombre en su memoria.[2]
- Su memoria también fue homenajeada por la comunidad astronómica internacional, que dio su nombre a un cráter de impacto en la Luna: El cráter De Moraes, de 53 km de diámetro.